# Heterochroma amphion
Heterochroma amphion är en fjärilsart som beskrevs av Druce 1889. Heterochroma amphion ingår i släktet Heterochroma och familjen nattflyn. Inga underarter finns listade i Catalogue of Life.